# 無敵大鐵人
《無敵大鐵人》（日語：超電動ロボ 鉄人28号FX），是1992年4月5日至1993年3月30日播放的「鐵人28號系列」第三部作，全47話。

## 故事大綱
本作是跳過2部作，銜接初代鐵人28號的故事發展。
故事舞台發生於2002年，昔日鐵人28的操縱者、少年偵探金田正太郎，如今已成為45歲的私家偵探，並與大資本家的女兒、任職科學家的妻子陽子結婚，誕下兒子「金田正人」。
而作品的前半部，主要講述金田正人等五名少年，作為金田偵探事務所成員，與鐵人28FX一同打擊犯罪集團「ネオ・ブラック団」的野心，後半部由金田正太郎解散偵探事務所、就任インターポール長官開始，正人等五人分別擔當搜查官，到各地執行任務。
本作於日本播出時大受歡迎，相關玩具「無敵大鐵人」銷售量更達7,4000盒，連帶後半部新鐵人「黑牛」亦廣獲人氣。（不過當年鐵人28原作者橫山光輝，對鐵人28FX的設計其實並不滿意，認為其外型太類似機動戰士GUNDAM）

## 登場人物

### 金田偵探事務所/金田少年偵探團
「金田偵探事務所」，是由初代鐵人28操縱者、金田正太郎為了打擊罪惡所開設，偵探社得到妻子陽子家族．榊氏財團支持及協助，同時以榊氏財團為中心，籍著保存及運用鐵人28號獲得的資料，開展了新式鐵人開發，稱為「新．鐵人計劃」，同時決定將未來世界和平寄望的鐵人，託付予一批少年少女手中，作為育成鐵人之夥伴。
最初鐵人28FX，由於兒子金田正人被拐走，行蹤不明，金田正太郎曾一度將操縱權交予夏樹三郎，然而因為第一話中，正人在三郎等陷入危機時再次出現，才將操控權交還予正人。
由於後半部事務所解散，元一與詩織被派到海外執行任務，偵探團成員亦因而有所改動。
金田正人（日：沼田祐介，港﹕區瑞華）
金田正太郎與陽子的長子，有著直線條、一腔熱血的少年，幼童時被ネオ・ブラック團擄走，並接受鐵人操縱員的訓練。在鐵人28FX初次出動時回歸，由於表現超卓，成為FX的第一操縱者。
金田正太郎（日：田中秀幸，港﹕林保全）
金田正人的父親、也是昔日有「少年名偵探」之稱、鐵人28的操縱者，在本作初期，亦有控制初代鐵人，協助FX作戰的情節。
金田陽子（日：折笠愛，港﹕盧素娟）
榊氏財團的女兒、世界著名的機械人工學博士，與正太郎在年輕時，曾共同解決各種罪案，後來兩人結婚，誕下金田正人。以家族財力資助金田偵探事務所。
司元一（日：立木文彦）
擔當鐵人的維修工作，對機械、材料工學瞭如指掌。
光瀬雙葉（日：小櫻悅子，港﹕林元春）
平常架著大眼鏡、體型嬌小的少女，有著如同幼兒的個性，連說話口吻也與性格配合，不過卻有著超凡直覺以及洞察力。因為體型細小，有時會負責進入成年人無法進入的場所執行任務。
夏樹三郎（日：草尾毅，港﹕郭志權）
言行舉止，都予人不良少年印象的青年，鐵人28FX最初的操縱者，由於初次出動鐵人時陷入危機，更反過來要由突然出現在眾人面前的金田正人出手相救，繼而失去操縱者位置，最初對金田正人充滿敵意，後來才逐漸承認其實力。是一名格鬥技天才。
仁科詩織（日：平松晶子）
觀察力與洞察力一流、有著清淅頭腦，是陽子博士的助手，有著與年齡不相稱的成熟外表，與雙葉個性完全相反。

## 登場鐵人

### 第一期鐵人計劃
鐵人計劃分為兩部份，以1至11號為第一部份，12至28號為第二部份(黑牛並非榊氏財團製作，是後來金田正太郎在接收黑牛後加上的編號)。1至11號鐵人，屬於實驗性質，由於設計較早期，部份只會應用於建築工程上，只有少數以回歸戰鬥需要而開發。因此多屬大量生產型，而且格式劃一，並沒有如12至28號一樣，加上各國獨有的外觀設計。
- 初代・鐵人28號

金田正太郎從少年到中年一路伴隨的「戰友」，也是「新．鐵人計劃」的原型機，在故事中段為保護正太郎而大破。
- 鐵人1號「電鑽」(ドリル・ヘッド )

「新．鐵人計劃」的最早作品，工程用試驗型機械人，頭部裝有大型鑽頭，雙手雙腳都裝有履帶，後來被大量生產，主要應用於土木工程方面。
頭頂高﹕10.2米
總重量﹕61噸
- 鐵人2號「起重臂」(アーム・ローダー )

與電鑽同樣應用於土木工程的鐵人，最大改進是應用類似人類的骨架，因此頭部、手腕及雙腿的靈活性更強，同時令整體重量大幅降低。
頭頂高﹕12.8米
總重量﹕15噸
- 鐵人3號「開路先鋒」(ロード・ランナー )

腳上裝有車輪，可變成滑行型態，最高時速可達210米。
頭頂高﹕14.3米
總重量﹕17.4噸
- 鐵人4號「大力士」(パワー・ビルダー )

「新．鐵人計劃」中首個回歸戰鬥用途的鐵人，左手裝有大型鋼爪。
頭頂高﹕16米
總重量﹕25.7噸
- 鐵人5號「萬變勞動者」(マルチ・ワーカー)

以將鐵人輕量化及小型化的實驗型鐵人。
頭頂高﹕11.7米
總重量﹕15噸
- 鐵人6號「始祖鳥」(アーリーバード)

「新．鐵人計劃」中首個以飛行為目標的鐵人，後因能源不足而失敗。
頭頂高﹕18米
總重量﹕22噸
- 鐵人7號「海格拉斯」(ヘラクレス)

以強大力量為製作目標的鐵人，亦有實用型機種。
頭頂高﹕16.8米
總重量﹕27.8噸
- 鐵人8號「大塊頭」(マスターピース )

集合1至7號成果而成的鐵人，外型設計結合鐵人28與鐵人28FX的特點。
頭頂高﹕18米
總重量﹕25.9噸
- 鐵人9號「剪刀」(シザース)

實驗用鐵人，肩上裝有強力巨鉗。
頭頂高﹕27米
總重量﹕25.8噸
- 鐵人10號「X-光」(X-レイ )

水戰用鐵人，可變成潛艇型態在海中巡航，右手裝備電鞭。其資料後來成為FX的水中作戰的數據參考。
頭頂高﹕13米
總重量﹕14.7噸
- 鐵人11號「白骨精」(スケルトン)

以鐵人8號的骨架，集結9至10號的成果改良而成，作為計劃第一期成果總結製品，後來的鐵人計劃第二期，所有新機體均以其骨架作為藍本。
頭頂高﹕17米
總重量﹕13.8噸

### 第二期鐵人計劃
第二期鐵人計劃，是世界各國在11號的基礎上，各自進行再開發的新式鐵人。與之前11種鐵人最大分別，是它們絕大部份均為專用機、沒有量產化、以戰鬥為開發目的，其中25號「幻影」及28號FX，更裝備可以將鐵人性能大幅提升的「超電動回路」，戰鬥力為眾多鐵人之最。(後來幻影的回路，被黑牛強奪。)另外，第二期開發的鐵人，設計上都滲入各國民族特色。
- 俄羅斯鐵人．鐵人12號「極光」(オーロラ)

腳上裝有履帶，主要在山區執行任務。
頭頂高﹕11.7米
總重量﹕13.8噸
- 墨西哥鐵人．鐵人13號「阿茲特克」(アステカ)

前金田偵探事務所成員司元操縱的鐵人，主要負責南美油田區滅火任務。
頭頂高﹕20.8米
總重量﹕28噸
- 畿內亞鐵人．鐵人14號「草原」(サバンナ)

夜間作戰用鐵人，機身塗上吸光材料，因此在夜間活動，肉眼亦無法發現。
頭頂高﹕15.6米
總重量﹕27.2噸
- 印度鐵人．鐵人15號「碧度拉」(ビレンドラ)

裝備四隻手臂，可隨時伸長向敵人進攻。
頭頂高﹕11.7米
總重量﹕15噸
- 埃及鐵人．鐵人16號「獅身人面」(スフィンクス)

守護油田的鐵人，可抵擂攝氏2000度高溫。
頭頂高﹕18米
總重量﹕23.2噸
- 鐵人17號(B)「鳳凰」(フェニックス)

可在空中高速飛行的烏型機械，鐵人17號，最初設計是由人型的A部件、與鳥型的B部件合體而成，然而A部件在實驗當中炸毀，只剩下B部件，並一直被封存，直到鐵人28FX面世，B部件才再被開動，成為FX的飛行器。
頭頂高﹕14.6米
總重量﹕8.7噸
- 美國鐵人．鐵人18號「鐵甲飛鷹」(アイアン・イーグル)

外型類似美國空軍的鐵人，隸屬FBI，針對戰鬥而開發的設計，備有巨型七連發散彈鎗。
頭頂高﹕18.2米
總重量﹕25.5噸
- 英國鐵人．鐵人19號「帝國」(キングダム)

外型類似英國儀仗兵的鐵人，負責保護皇室成員，擁有最新型雷達系統。
頭頂高﹕19米
總重量﹕16噸
- 德國鐵人．鐵人20號「麥士」(マインツ)

具有與鐵人28FX同等馬力，可是持久力不足。
頭頂高﹕18.8米
總重量﹕25.8噸
- 意大利鐵人．鐵人21號「空氣動力」(エアロダイナー)

秉承意大利高速賽車技術設計的鐵人，有著可以單體高速移動的能力。
頭頂高﹕16米
總重量﹕15噸
- 挪威鐵人．鐵人22號「羅比」(ナルビク)

可於水中自由活動的鐵人。
頭頂高﹕14米
總重量﹕20噸
- 加拿大鐵人．鐵人23號「洛奇」(ロッキー)

以洛基山脈命名的鐵人，左臂裝有電鋸，有利於山林間作戰。
頭頂高﹕18米
總重量﹕23噸
- 中國鐵人．鐵人24號「赤龍號」

外觀類似清朝文官，內藏中國武術程式的鐵人。
頭頂高﹕19米
總重量﹕17.8噸
- 法國鐵人．鐵人25號「幻影」(ミラージュ)

西方騎士型鐵人，早於鐵人28號FX開發前，是唯一擁有超電動回路的鐵人，戰鬥力極強。後來因為電動回路被強奪，以致機體癱瘓無法活動。
頭頂高﹕19米
總重量﹕20.8噸
- 非洲鐵人．鐵人26號「珍寶」(ジャンボ)

被冠以昔日著名非洲象名字的鐵人，有著結合象型的設計，被視為非洲的守護神，腰間可伸出象牙攻擊，武器為長槍。
頭頂高﹕18米
總重量﹕23噸
- 日本鐵人．鐵人27號「先鋒」(サキガケ)

試驗型被日本警方大量生產，作為特殊用途鐵人。正式採用機則被「オーストラリア」配備，其中一部在後篇成為仁科詩織專用機。
頭頂高﹕18.9米
總重量﹕15噸
- 鐵人28號FX

集合全世界27部鐵人的精華，加上超電動系統製作而成、鐵人28的後繼機，號稱世上最強鐵人。
頭頂高﹕20米
總重量﹕25.8噸
- 鐵人29號「黑牛」(鉄人29号OX)

繼承昔日鐵人28宿敵名稱、擁有變成戰機能力的鐵人，身上裝備各種武器，後期從「幻影」體內奪走超電動系統，威力幾乎超越鐵人28FX。
後期被金田事務所接收，由三郎操縱，更可與鐵人28FX接通電源，使出最強絕技「滅絕寒光」(ダブルパワージェノサイドバスター)。
全高﹕27.3米
總重量﹕28.8噸

## 製作單位
- 原作：横山光輝
- 分鏡構成：園田英樹
- 劇本：園田英樹、月村了衛、志茂文彦、岸間信明
- 繪畫、演出：今沢哲男、青山弘、元永慶太郎、飯島正樹、長岡康史、西澤晋、大倉雅彦、飯島正勝、他
- 角色原案：鈴木典孝
- 機械設計：創一機、村田護郎
- 敵方機械設計：福地仁、大畑晃一、西川伸司、村田護郎、他
- 角色設計、総作画監督：本橋秀之
- 機械作畫監督：亀垣一、渡部圭祐、他
- 角色作畫監督：本橋秀之、依田正彦、他
- 原畫：飯飼一幸、長屋侑利子、牟田清司、西澤晋、奥山憲史、細山正樹、多田康之、鍋島修、青木真理子、重田敦、西尾彰子、村松尚雄、市川慶一、臼田美夫、平山円、信実節子、飯島弘也、佐藤洋一、高木雅之、門之園恵美、高橋健一、山本勝久、柳瀬雄之、外村晃司、武ノ上文也、吉田康孝、吉田みゆき、門智明、ゆあさゆうじ、筏雅律、別所誠人、他
- 動畫：村上晴美、大波太、藤本篤史、岡本典久、木下晶子、藤本雅樹、横山博樹、榎本一哉、峯本茂、中村雅隆、河野祐士、中島秀一、高井浩一、入澤由美子、古田勉、光永哲久、名和誉弘、柳生洋子、寺田美子、伊丹哲也、木村都彦、梶原秀一、吉田伸一、増井泉、池田勝也、佐藤佳世子、伊藤鉄也、藤原和則、他
- 美術監督：光元博行
- 背景：桑原悟、竹田実、中庄司悦子、長谷川弘行
- 特殊效果：林好美
- 攝影監督：野村隆
- 攝影助手：長谷川肇、早瀬千加代、大崎恭子、白尾仁志、小林学、小川隆久、市野塚一成、坂井美香、金井弘
- 音樂：近藤浩章
- 音響監督：小松亘弘
- 音響效果：横山正和
- 調整：柴田信弘
- 音響制作：オーディオ・プランニング・ユー
- 現像：東京現像所
- デザイン協力：阿久津潤一、山根公利、たかしあきら
- 設定協力：中野隆幸、永岡順一、REDカンパニー
- 制作進行：岡村隆一、西村政行、松元晃、山口猛夫、青木隆介、尾崎洋一、他
- 制作擔當：姫野利充
- 企劃制作：日本電視台
- 製作：ASATSU、東京電影新社

## 主題曲
- OP：『フューチャー・ヒーロー』

（作詞：園田英樹 / 作曲：長沢ヒロ / 歌：長沢ヒロ（第1話- 第24話）、清水咲斗子（第25話 -第47話））
- ED：（第1話- 第28話）

（作詞：工藤哲雄 / 作曲：長沢ヒロ / 歌：金田探偵事務所）
- ED：『GET YOUR DREAM』（第29話 -第47話）

（作詞：松葉美保 / 作曲：工藤崇 / 歌：清水咲斗子）

## 外部連結
- 官方網站（日語）